# Babe Zaharias
Mildred Ella "Babe" Didrikson Zaharias, född Didriksen den 26 juni 1911 i Port Arthur, Texas, död 27 september 1956 i Galveston, Texas, var en amerikansk idrottskvinna som var aktiv inom många sporter. Hon nådde sina största framgångar inom golf och friidrott. 
Hon föddes i Port Arthur, Texas som Mildred Didriksen (hon bytte bokstaven e mot o senare i livet) och fick sitt smeknamn Babe efter att ha gjort fem homerun i en och samma basebollmatch.

## Basket- och friidrottskarriär
Babe Zaharias var, förutom i golf och friidrott, duktig i flera andra sporter, bland annat volleyboll, tennis, baseboll, basket, biljard och simning. Hon nådde toppen av sin basketkarriär under åren 1930-1932 och hon gjorde ofta mer än 30 poäng per match under en period då 20 poäng ansågs vara mycket. Under den perioden hade hon även amerikanska och olympiska rekord samt världsrekord i fem olika friidrottsgrenar. En eftermiddag vid en friidrottstävling för amatörer 1932, tog hon sex guldmedaljer och slog fyra världsrekord.
Hon ställde upp i 1932 års sommarolympiad i Los Angeles där hon deltog i tre grenar; spjut, 80 meter häck och höjdhopp. Hon kunde ha deltagit i fler grenar men det tilläts inte på den tiden, men vid uttagningarna till tävlingarna så ställde hon upp i åtta grenar. Hon vann nästan samtliga tre grenar. Hon vann guld i spjut och häck och i höjdhoppet klarade hon samma höjd som sin konkurrent Jean Shiley. Juryn ogillade dock hennes höjdhoppsstil, hon hoppade med så kallad Western roll, och förklarade Shiley olympisk mästare. Efter spelen delade Babe och Shiley sina medaljer.
1933 gav sig Babe ut på basketturné tillsammans med sitt proffslag Babe Didrikson's All-Americans. Laget bestod endast av kvinnliga spelare men deras motståndare var män. Turnéerna som pågick i flera år blev en stor succé eftersom matcherna spelades på den amerikanska landsbygden mot lokala lag.

## Golfkarriär

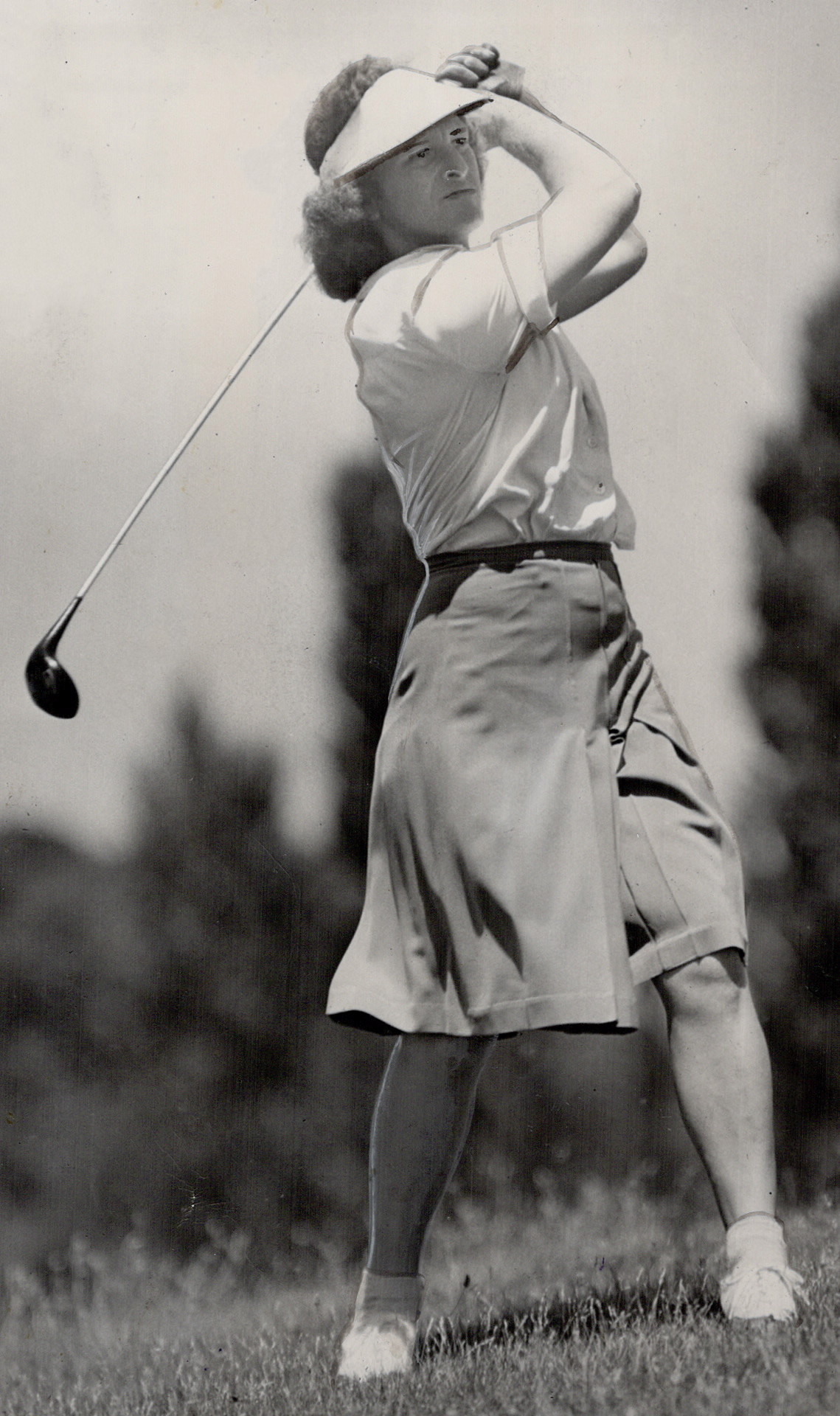
Zaharias under en golfturnering 1948.

1938 gifte hon sig med George Zaharias, en före detta brottare, men de skilde sig sedan han hade förklarat att han var homosexuell. Några år tidigare, när hon var 34 år, hade hon börjat att spela golf, den sport som skulle göra henne mest berömd. Hon var tack vare allt idrottande mycket vältränad och hon hade därför ovanligt långa slag. Hon blev USA:s första golfcelebritet och var den ledande spelaren under 1940-talet och det tidiga 1950-talet.
Hon klassificerades som professionell golfare eftersom hon hade tjänat pengar som basket- och basebollspelare men trots det återtog hon sin amatörstatus under andra världskriget och vann 1946 och 1947 års U.S. Women's Amateur, 1947 års British Amateur och tre Western Open-segrar. 1938 ställde hon dessutom upp i PGA-tävlingen Nissan Open för herrar vilket ingen annan kvinna gjorde innan Annika Sörenstam 2003. När hon blev professionell 1947, dominerade hon WPGA och senare LPGA (som hon var en av grundarna av) tills en cancersjukdom avbröt hennes karriär i mitten på 1950-talet.
Zaharias hade sitt bästa år 1950 då hon gjorde Grand Slam i de tre majortävlingar som fanns på den tiden (US Womens Open, Titleholders Championship och Western Open) och utöver det så vann hon penningligan. Hon vann även penningligan 1951 och 1952 och vann ytterligare en major med en Titleholdersseger. Cancern hindrade henne från att ställa upp i alla tävlingar 1952 och 1953 men hon gjorde comeback 1954 och vann Vare Trophy och sin tionde och sista major med en seger i US Womens Open.
Hon fick återfall i sin sjukdom 1955 och det begränsade henne till att endast ställa upp i åtta tävlingar men hon lyckades vinna två tävlingar vilka blev hennes sista segrar. Cancern tog greppet om henne och hon avled 1956 när hon fortfarande var rankad i toppen bland de amerikanska golfspelarna.
Vid sex tillfällen utsågs hon till årets idrottskvinna av Associated Press AP och 1950 blev hon framröstad av Associated Press som den mest framstående idrottskvinnan under första halvan av 1900-talet. Hon var också den högst rankade kvinnan på ESPN:s lista över 1900-talets största idrottare.

### Majorsegrar
- 1940 Western Open
- 1944 Western Open
- 1945 Western Open
- 1947 Titleholders Championship
- 1950 US Womens Open, Titleholders Championship, Western Open
- 1952 Titleholders Championship
- 1954 US Womens Open

### Professionella segrar
- 1948 All American Open, World Championship, U.S. Womens Open
- 1949 World Championship, Eastern Open
- 1950 Pebble Beach Weathervane, Cleveland Weathervane, All-American Open, World Championship,144-hole Weathervane
- 1951 Ponte Verde Beach Womens Open, Tampa Womens Open, Lakewood Weathervane, Richmond Womens Open, Valley Open, Meridian Hills Weathervane, All-American Open, World Championship, Texas Womens Open
- 1952 Miami Weathervane, Bakersfield Open, Fresno Open, Womens Texas Open.
- 1953 Sarasota Open, Babe Zaharias Open
- 1954 Serbin Open, Sarasota Open, Damon Runyan Cancer Fund Tournament, All-American Open
- 1955 Tampa Open, Peach Blossom Classic

### Utmärkelser
- 1954 Vare Trophy
- 1974 World Golf Hall of Fame
- 2000 Commissioners Award